# 大順 (唐)
大順（だいじゅん）は、中国・唐代昭宗の治世で用いられた元号。890年正月 - 891年12月。

## 西暦・干支との対照表
| 大順 | 元年  | 2年   |
| 西暦 | 890年 | 891年 |
| 干支 | 庚戌  | 辛亥  |